# Greg Bear
Greg Bear, pseudonimo di Gregory Dale Bear (San Diego, 20 agosto 1951 – 19 novembre 2022), è stato un autore di fantascienza statunitense.
Con i suoi libri l'autore ha esplorato praticamente ogni branca della fantascienza, dalla space opera alle opere relative all'apocalisse tecnologica. Come disse l'autore stesso Bear ha distrutto e ricostruito la Terra innumerevoli volte.
Dal 1968 al 1973 ha studiato alla San Diego State University laureandosi in fisica e matematica. Nel 1975 ha sposato Christina M. Nielson, da cui ha poi divorziato nel 1981. Nel 1983 ha sposato Astrid Anderson, figlia dell'autore di fantascienza Poul Anderson.
Ha vinto varie volte il premio Hugo e il premio Nebula (destinati agli autori di fantascienza) con romanzi e racconti brevi. Ha lavorato a Hollywood con Steven Spielberg e Phil Tippett (effetti speciali di Star Wars).
È stato scelto insieme a Gregory Benford e David Brin per scrivere la trilogia della Second Foundation Trilogy continuazione del Ciclo della Fondazione di Isaac Asimov.

## Opere
- Egira (Hegira, 1979)
- Psychlone (1979)
- La donna che bruciò nel vento (The Wind from a Burning Woman, 1983)
- Beyond Heaven's River (1980)
- Le città vive (Strength of Stones, 1981)
- La melodia infinita (The Infinite Concerto, 1984)
- La musica del sangue o L'ultima fase (Blood Music, 1985) con cui vinse nel 1984 il premio Nebula
- Il serpente mago (The Serpent Mage, 1986)
- Sleepside Story (1988)
- Tangents (1988)
- The Venging (1992) - raccolta di racconti estesa da La donna che bruciò nel vento
- Bear's Fantasies (1992)
- Songs of Earth and Power (1994)
- Fondazione: Il Caos ('Foundation and Chaos, 1998), appartenente al Ciclo delle Fondazioni
- Dinosaur Summer (1998)
- Star Wars: Rogue Planet (2002)
- Vitals (2002)
- Dead Lines (2004)
- Sleepside: The Collected Fantasies (2005)
- Hull Zero Three (2010)

### Serie diEon
- Eon (1985)
- Sfida all'eternità (Eternity, 1988)
- Contro evoluzione (Legacy, 1995)

### SerieL'ultimatum
- L'ultimatum (The Forge of God, 1987)
- Il pianeta della vendetta (Anvil of Stars, 1992)

### SerieQuantum Logic
La serie Quantum Logic si compone di due segmenti: Queen of Angels e Quantico. La serie completa è così composta (in ordine di pubblicazione):
Serie Quantum Logic / Queen of Angel
- La regina degli angeli (Queen of Angels, 1990)
- Zero assoluto (Heads, 1990)
- Marte in fuga (Moving Mars, 1993)
- /Slant (1997)

Serie Quantum Logic / Quantico
- Quantico (2005)
- Mariposa (2009)

Gli ultimi due romanzi si collocano in un futuro prossimo e costituiscono il prequel della serie Queen of Angels.

### Ciclo diDarwin
- I figli di Erode (Darwin's Children, 2003)
- Il risveglio di Erode (Darwin's Radio, 1999) con cui vinse nel 2000 il premio Nebula

### Romanzi di Halo
Greg Bear ha scritto alcuni romanzi appartenenti al franchise di Halo:
- Halo: Cryptum (2011)
- Halo: Primordium (2012)
- Halo: Silentium (2013)

### SerieWar Dogs
- War Dogs (2014)
- Killing Titan (2015)
- Take Back the Sky (2015)